# ألفرد فلوريس
ألفرد فلوريس (بالإنجليزية: Alfred Flores)‏ هو سياسي أمريكي، ولد في 20 يونيو 1916 في الولايات المتحدة، وتوفي في 6 فبراير 2009 في الولايات المتحدة. حزبياً، نشط في الحزب الديمقراطي. وقد انتخب عضو الهيئة التشريعية في غوام ‏.